# Tournai
Tournai (hollandul Doornik) belga város Vallóniában, Hainaut tartomány fővárosa, a Tournai-i egyházmegye püspöki székvárosa. Belgium legnagyobb területű városa.

## Fekvése
Tournai a flamand alföld déli peremén, az Escaut (Schelde) folyó partján fekszik, Brüsszeltől 85 km-re nyugatra és Lille-től 25 km-re keletre.

## A név eredete
A név eredete valószínűleg gall; turno gall nyelven dombot jelentett.

## Története
Az első században a várost Turris nerviorum, később a negyedik században Turnacum és Turnaco néven említették.

## Városrészei
- Ere,
- Saint-Maur,
- Orcq,
- Esplechin,
- Froyennes,
- Froidmont,
- Willemeau,
- Ramegnies-Chin,
- Templeuve,
- Chercq,
- Blandain,
- Hertain,
- Lamain,
- Marquain,
- Gaurain-Ramecroix,
- Havinnes,
- Beclers,
- Thimougies,
- Barry,
- Maulde,
- Vaulx,
- Vezon,
- Kain,
- Melles,
- Quartes,
- Rumillies,
- Mont-Saint-Aubert,
- Mourcourt és
- Warchin.

## Látnivalók

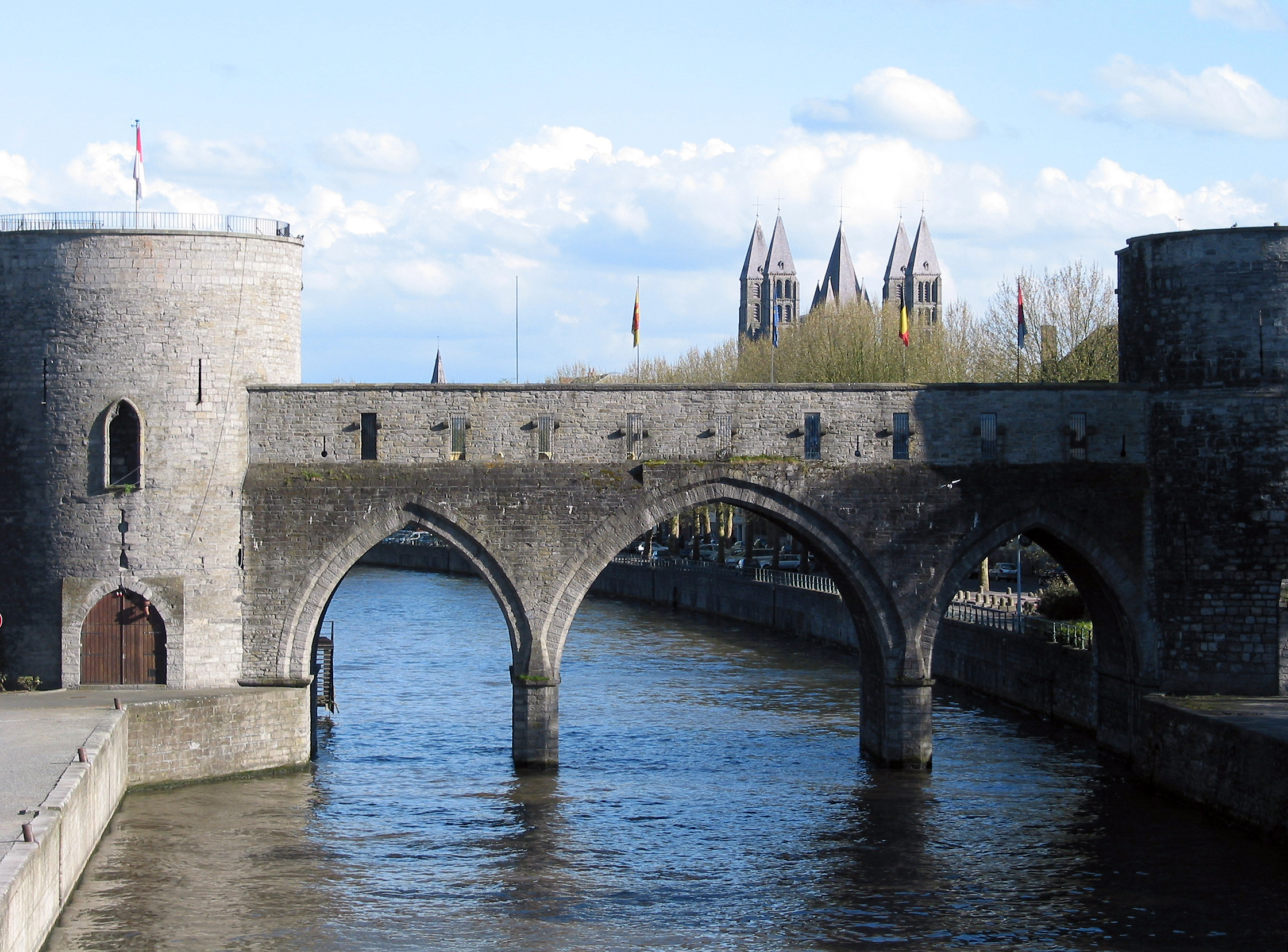
A Lyukas híd — ilyen volt

Az óváros egy része a kulturális világörökség része — kérdéses, hogy ez a „Lyukas híd” elbontása után is így marad-e.
- Notre-Dame-székesegyház - a világörökség része
- Musée des Beaux-Arts (szépművészeti múzeum)
- Musée d'Histoire Naturelle de Tournai (természettudományi múzeum)
- La Maison Tournaisienne (néprajzi múzeum)

Egyedi különlegessége volt a Pont des Trous (Lyukas híd), Európa egyik legutolsóként fennmaradt középkori vízi városkapuja, ami évszázadok óta a város egyik szimbóluma volt a Scheldt folyó fölött. A folyó két partján egy-egy vaskos torony áll. Közöttük egy három csúcsívvel tartott kőhíd vezetett át a tetején pártázatos gyilokjáróval. Az építmény a kereskedőváros belső védelmi rendszerének részeként a 13-14. század fordulóján épült ki:
- a bal parti torony 1281-ben,
- a jobb parti 1304-ben,
- a híd 1329-ben.

A középső ívet a második világháború elején felrobbantotta a brit hadsereg. 1948-ban, amikor újjáépítették,a hajók kedvéért kissé megnagyobbították a belső ívet. A  2000-es években a híd az 1984 óta tervezett Szajna-Scheldt-összekötés akadályává vált. Az Európai Unió ezzel a beruházással kívánja a nagy teherszállító hajók számára átjárhatóvá tenni Északnyugat-Európa folyórendszereit úgy, hogy a szajnai francia kikötők tengeri kijáratot kapjanak. 2019. január 28-án a városi önkormányzat az erős helyi civil tiltakozás ellenére megszavazta a Lyukas híd lebontását. Márciusban azt is bejelentették, hogy a hidat nem azonnal építik újjá, hanem később döntenek sorsáról. A hidat 2019. augusztus 6-án lebontották.